# Hélder (football, 1988)
Pour les articles homonymes, voir Hélder.
Hélder Maurílio da Silva Ferreira, dit Hélder, est un footballeur brésilien né le 13 avril 1988 à Ribeirão Preto. Il évolue au poste de défenseur; il peut jouer aussi bien dans l'axe que sur les côtés.

## Biographie
Il est formé au club brésilien de la Juventude, en 2e division. En juillet 2008, il signe un contrat de 5 ans en faveur de l'AS Nancy-Lorraine, alors qu'il est âgé d'à peine de 20 ans. 
Il joue son premier match de  Ligue 1 le 30 août 2008 contre Le Havre, à l'occasion de la 4e journée et une victoire 2-1 des Nancéiens, où il entre en jeu à la 12e minute en remplacement de Youssouf Hadji blessé. Il joue son premier match de Coupe de l'UEFA le 18 septembre 2008 face à Motherwell pour une victoire 1-0 des Nancéiens sur leur terrain. Pour cette première titularisation avec l'ASNL, Helder sort à la 55e minute, remplacé par Issiar Dia.
Il marque son premier but pour Nancy le 25 septembre 2008 lors d'une rencontre face à Grenoble en Coupe de la Ligue. Un mois plus tard, il récidive mais cette fois en Coupe de l'UEFA et inscrit le troisième but nancéien contre Feyenoord Rotterdam pour une victoire finale de 3-0. 
Ses apparitions se font ensuite plus rare notamment après l'élimination de son club en Coupe de l'UEFA. Il n'est pas retenu dans le groupe qui part en stage pour préparer la saison 2009/2010. Le 22 juillet il est prêté avec option d'achat au FC Rapid Bucarest, en Roumanie. 
L'année suivante, il est prêté au Dinamo Bucarest qui le prêtera dans la foulée au FC Timişoara. Il y joue 22 matchs de championnat.
En janvier 2013, il résilie son contrat avec Nancy et signe aussitôt en faveur de l'Internacional Porto Alegre.

## Statistiques
| Saison      | Club                      | Pays | Championnat | Championnat | Championnat | Coupes nationales | Coupes nationales | Coupes nationales | Coupes nationales | Coupe d'Europe | Coupe d'Europe | Coupe d'Europe |
| Saison      | Club                      | Pays | Division    | Matchs      | Buts        | Coupe de la Ligue | Coupe de la Ligue | Coupe Nationale   | Coupe Nationale   | Type           | Matchs         | Buts           |
| ----------- | ------------------------- | ---- | ----------- | ----------- | ----------- | ----------------- | ----------------- | ----------------- | ----------------- | -------------- | -------------- | -------------- |
| Saison      | Club                      | Pays | Division    | Matchs      | Buts        | Matchs            | Buts              | Matchs            | Buts              | Type           | Matchs         | Buts           |
| 2007 - 2008 | EC Juventude              |      | CBF Série B | 14          | 2           | -                 | -                 | 1                 | 0                 | -              | -              | -              |
| 2008 - 2009 | AS Nancy-Lorraine         |      | Ligue 1     | 16          | 0           | 2                 | 1                 | 1                 | 0                 | C3             | 4              | 1              |
| 2009 - 2010 | FC Rapid Bucarest (prêt)  |      | Liga 1      | 28          | 2           | -                 | -                 | 2                 | 0                 | -              | -              | -              |
| août 2010   | FC Dinamo Bucarest (prêt) |      | Liga 1      | 2           | 0           | -                 | -                 | -                 | -                 | -              | -              | -              |
| 2010 - 2011 | FC Timişoara (prêt)       |      | Liga 1      | 22          | 1           | -                 | -                 | 2                 | 0                 | -              | -              | -              |
| 2011 - 2012 | AS Nancy-Lorraine         |      | Ligue 1     | 10          | 0           | -                 | -                 | 1                 | 0                 | -              | -              | -              |
| 2012 - 2013 | AS Nancy-Lorraine         |      | Ligue 1     | 4           | 0           | -                 | -                 | -                 | -                 | -              | -              | -              |